# Amedeo von Savoyen-Aosta

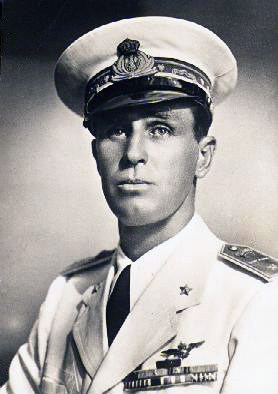
Amedeo, 3. Herzog von Aosta (1930er-Jahre)

Flagge Amedeos als Generalgouverneur und Vizekönig von Italienisch-Ostafrika

Amedeo von Savoyen-Aosta (italienischer Geburtsname Amedeo Umberto Isabella Luigi Filippo Maria Giuseppe Giovanni di Savoia; * 21. Oktober 1898 in Turin, Italien; † 3. März 1942 in Nairobi, Kenia), Herzog von Apulien, 3. Herzog von Aosta (Duca d’Aosta) war von 1937 bis 1941 Generalgouverneur von Italienisch-Ostafrika, wo er im Zweiten Weltkrieg gegen die Streitkräfte des britischen Commonwealth kämpfte.

## Leben
Amedeo wurde als ältester Sohn von Herzog Emanuel von Aosta (1869–1931) aus dem Haus Savoyen und der Prinzessin Hélène von Orléans (1871–1951), einer Tochter von Louis Philipp von Orléans, geboren.
Er war ein Nachkomme von König Viktor Emanuel II. von Italien (1820–1878) und somit ein Mitglied des italienischen Königshauses Savoyen. Sein Großvater Amadeus (1845–1890) war für kurze Zeit König von Spanien.
Schon in frühen Jahren wurde Amedeos Interesse für Afrika geweckt: Seine Mutter Hélène hielt sich aus gesundheitlichen Gründen häufig in Afrika auf; sein Onkel Luigi Amadeo von Savoyen unternahm zahlreiche Forschungsreisen nach Uganda und in andere afrikanische Gebiete. Die Faszination für den fremden Kontinent begleitete Amedeo ein Leben lang.
Im Ersten Weltkrieg kämpfte er in der italienischen Artillerie. Nach Kriegsende verließ er die Armee und reiste zusammen mit seinem Onkel das erste Mal nach Afrika.
Zurück in Italien nahm er 1923 wieder seine militärische Laufbahn auf und erlangte 1926 unter Anleitung des Luftfahrtpioniers Arturo Ferrarin eine Pilotenlizenz. Im Jahr darauf heiratete Amedeo am 27. November in Neapel seine Cousine Anne Hélène Marie von Orléans (1906–1986), die Tochter von Jean Pierre von Orléans (1874–1940). 1929 reiste er erneut nach Afrika und kämpfte unter General Rodolfo Graziani in Libyen. Nach dem Tod seines Vaters Emanuel 1931 erhielt er den Titel Herzog von Aosta (Duca d’Aosta). Nachdem er 1931 das Kommando über das 23. Feldartillerie-Regiment in Triest übernommen hatte, wechselte er im folgenden Jahr in die italienische Luftwaffe und erhielt zunächst das Kommando über das 21. Aufklärungsgeschwader auf dem Flugplatz Görz. In Görz kommandierte er dann von 1933 bis 1934 das 4. Jagdgeschwader und anschließend bis 1937 eine Brigade und eine Division der Luftstreitkräfte. Während seiner Zeit in Görz lebte er mit seiner Familie auf Schloss Miramare bei Triest. Wegen einer Rippenfellentzündung wurde er dort 1933 von Adriano Sturli behandelt.

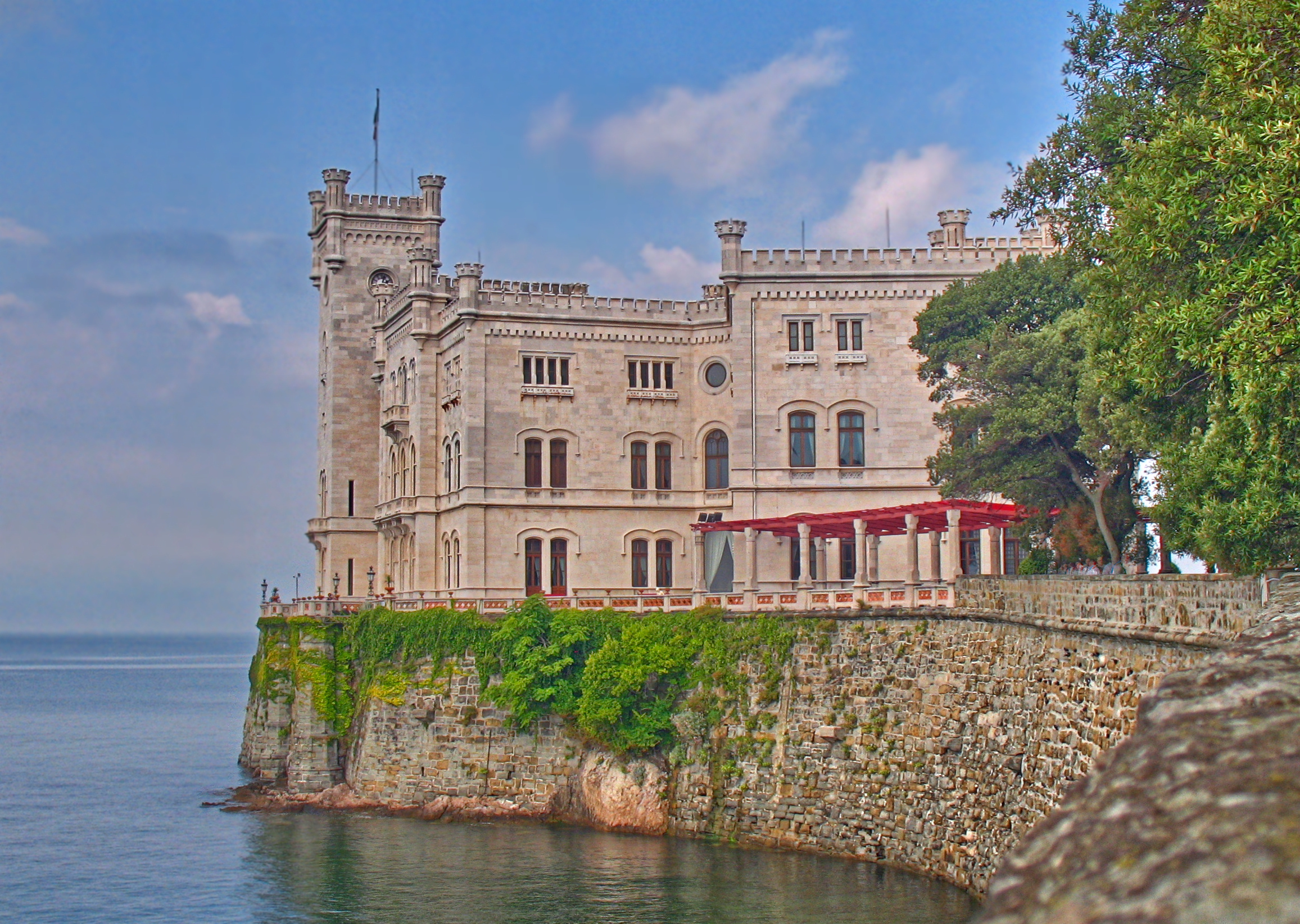
Schloss Miramare

Nachdem Italien 1936 Äthiopien im Italienisch-Äthiopischen Krieg annektiert hatte, wurde Amedeo Generalgouverneur von Äthiopien und 1940 auch von Eritrea und Teilen Somalias. In Äthiopien reduzierte er die Repression gegen Zivilisten, baute jedoch das rassistische Apartheidregime aus und ging weiterhin mit chemischen Kampfstoffen gegen „Rebellen“ vor. Im Jahr 1940 führte er die italienischen Streitkräfte im Ostafrikafeldzug gegen die alliierten Mächte. Nach anfänglichen Siegen gegen Großbritannien kapitulierte Amedeo am 18. Mai 1941 nach der Schlacht um den Amba Alagi in Äthiopien und wurde in Gefangenschaft genommen.
In einem alliierten Gefangenenlager in der kenianischen Hauptstadt Nairobi erkrankte Amedeo an Tuberkulose und Malaria und verstarb kurze Zeit später am 3. März 1942 im Alter von 43 Jahren. Sein Bruder Aimone folgte ihm als 4. Herzog von Aosta.

## Familie
Am 5. November 1927 heiratete Amedeo in Neapel seine Cousine Anne Hélène Marie von Orléans (1906–1986), die Tochter von Jean von Orléans (1874–1940). Das Paar hatte zwei Töchter:
- Margherita Isabella Maria Vittoria Emanuella Elena Gennara (* 7. April 1930 in Palazzo di Capodimente, Neapel;  † 10. Januar 2022 in Basel[2]); ⚭ Robert Habsburg-Lothringen (1915–1996), Sohn des letzten österreichischen Kaisers Karl I. und dessen Ehefrau, Kaiserin Zita.
- Maria Cristina Giusta Elena Giovanna (* 10. September 1933 in Schloss Miramare, Triest); ⚭ 29. Januar 1967 Kasimir von Bourbon-Beider Sizilien, ein Sohn von Gabriel Maria von Bourbon (1897–1975).

Margheritas ältester Sohn, Lorenz Habsburg-Lothringen (* 1955), ist verheiratet mit Prinzessin Astrid von Belgien (* 1962), der Tochter von König Albert II. von Belgien. Margheritas Nachkommen gehören somit dem belgischen Königshaus an.

## Rezeption
Nach dem Ende des Zweiten Weltkrieges wurde Amedeo von Aosta in kolonialen Kreisen zu einem friedlichen „Gegenmythos“ zur brutalen Unterdrückungspolitik seines Vorgängers stilisiert. Der italienische Historiker Nicola Labanca (2015) hält jedoch fest, dass es gerade die Regierung Amedeos war, unter welcher die faschistische Rassenpolitik in Italienisch-Ostafrika in die Praxis umgesetzt wurde.